# Plœuc-sur-Lié
Plœuc-sur-Lié foi uma antiga comuna francesa na região administrativa da Bretanha, no departamento Côtes-d'Armor. Estendia-se por uma área de 44,42 km². Em 2010 a comuna tinha 4 165 habitantes (densidade: 93,8 hab./km²).
Em 1 de janeiro de 2016, passou a formar parte da nova comuna de Plœuc-l'Hermitage.